# Welsh voetbalelftal (mannen)
Het Welsh voetbalelftal is een team van voetballers dat Wales vertegenwoordigt in internationale wedstrijden en competities.
In 1958 bereikte het land de kwartfinale van het WK, waarin met 1–0 werd verloren van de latere wereldkampioen Brazilië. Dit was de enige keer dat Wales deelnam aan de eindronde van een groot internationaal toernooi tot het zich op 10 oktober 2015 verzekerde van kwalificatie voor het EK 2016. Op het toernooi bereikte Wales de halve finale.

## Geschiedenis

### De beginjaren
In 1876 speelde Wales zijn eerste internationale wedstrijd tegen Schotland en werd daarmee het derde land dat een internationale wedstrijd speelde. In het seizoen 1883/1884 vond de eerste interland-competitie plaats, het British Home Championship met als deelnemers Engeland, Schotland en in eerste instantie Ierland. In het seizoen 1919-1920 won Wales voor het eerst deze titel, de competitie duurde voort tot het seizoen 1983/1984, Wales won de titel 12 keer, waarvan vijf keer een gedeelde plaats. De eerste interland buiten het Verenigd Koninkrijk was in 1933 tegen Frankrijk, er werd met 1-1 gelijk gespeeld. De FA-bond leefde in onmin met de FIFA over het toelaten van profspelers in internationale toernooi en daarom kon Wales zich niet inschrijven voor de eerste drie WK's in de jaren dertig.

### 1950 - 1958 Kwartfinale tegen Brazilië
Voor het WK in 1950 mocht Wales zich weer inschrijven, zowel in 1950 en 1954 speelde Wales in een groep met alle Britse ploegen. Het speelde gelijk tegen Noord-Ierland en Schotland. Sterspeler in die jaren was John Charles, die speelde bij Leeds United FC en de eerste succesvolle Britse speler was in de Italiaanse competitie. Hij speelde vijf succesvolle jaren bij Juventus voor hij terugkeerde bij Leeds United.
Voor het WK van 1958 speelde het kwalificatiewedstrijden tegen Tsjecho-Slowakije en Oost-Duitsland. Het won alle thuiswedstrijden, maar omdat het alle uitwedstrijden verloor eindigde Tsjecho-Slowakije op de eerste plaats en was Wales in eerste instantie uitgeschakeld. Israël plaatste zich zonder te spelen doordat alle teams zich terugtrokken en de FIFA besloot dat een van de nummers twee van de Europese ploegen een play-offwedstrijd moest spelen tegen Israël. België kwam in eerste instantie uit de koker, maar omdat België zich terugtrok mocht Wales de strijd aanbinden tegen Israël. Wales won beide wedstrijden met 2-0 en plaatste zich als vierde Britse team voor het WK in Zweden, nog steeds een unicum in de WK-geschiedenis. In de eerste ronde speelde Wales drie keer gelijk (tegen Hongarije, Mexico en Zweden). Het eindigde gelijk met Hongarije met drie punten, Hongarije had een beter doelsaldo, maar omdat het doelsaldo nog niet toereikend was moest er een beslissingswedstrijd komen. In Solna won Wales met 2-1 van Hongarije, dat twee keer in de finale van een WK stond. na een 0-1 achterstand won Wales door doelpunten van Allchurch en Medwin. Twee dagen later speelde Wales al tegen Brazilië, John Charles was geblesseerd. Wales was het enige land die het de latere wereldkampioen moeilijk maakte, maar in de 66e minuut scoorde de pas zeventien-jarige Pelé zijn eerste interlandgoal na een sierlijke individuele actie.

### 1958 - 1980 Alleen dicht bij eindronde in 1976
Het succes kreeg echter geen vervolg, voor het WK van 1962 werd in twee duels van Spanje verloren; in de eerste ronde voor het EK van 1964 was Hongarije te sterk. Plaatsing voor het WK van 1966 leverde drie nederlagen op in drie uitwedstrijden, groepswinnaar de Sovjet-Unie werd pas verslagen toen de beslissing al gevallen was. Voor kwalificatie voor het EK van 1968 koos de UEFA voor een volledig Britse poule. Wales scoorde alleen goed tegen Noord-Ierland en eindigde boven de ploeg van George Best. Op het WK-kwalificatietoernooi van 1970 verloor Wales alle wedstrijden van Italië en Oost-Duitsland. Ook het EK van 1972 werd niet gehaald, de ploeg boekte wel zijn eerste uitoverwinning in een kwalificatietoernooi (Finland), maar de achterstand op Roemenië en Tsjecho-Slowakije was ruim.
Wales trof het niet met de loting voor het WK van 1974, het land moest spelen tegen oud-wereldkampioen Engeland en olympisch kampioen Polen. Na een 0-1 nederlaag tegen de Engelsen haalde Wales een punt in de return in het Wembley Stadium: 1-1. Na een 2-0 zege op Polen gloorde er weer hoop, alle landen stonden voor de return gelijk met het beste doelsaldo voor Wales. De wedstrijd in Chorzów eindigde in een 3-0 nederlaag, de Polen zouden zich kwalificeren voor het WK en de verrassing van het toernooi worden (derde plaats).
Dat Wales helemaal niet zo'n slechte lichting had, bleek in de voorronde voor het EK van 1976. Na een 1-0 nederlaag tegen Oostenrijk werd er twee keer gewonnen van Hongarije. Wales had nu genoeg aan een gelijkspel in de thuiswedstrijd tegen Oostenrijk, maar door een treffer van Arfon Griffiths werd er gewonnen. Bekendste speler was John Toshack, spits van Liverpool FC. In de kwartfinale verloor Wales in Zagreb met 2-0. Wales deed nog een poging de achterstand te achterhalen, maar mede door een betwiste strafschop voor de Joegoslaven en een gemiste strafschop kwam Wales niet verder dan 1-1.
Tegenstanders voor plaatsing voor het WK in 1978 waren Tsjecho-Slowakije en Schotland. Na een 1-0 nederlaag in Glasgow bezorgde het de Europese kampioen Tsjecho-Slowakije een forse nederlaag: 3-0 met twee treffers van Leighton James. De thuiswedstrijd tegen Schotland werd beslissend en men besloot de wedstrijd te verplaatsen naar Liverpool. Het duel ging met 0-2 met onder andere een treffer van FC Liverpool-speler Kenny Dalglish. Hoop om weer ver te komen op het EK begon te leven na twee overwinningen en twee gelijke spelen van West-Duitsland. In de onderlinge wedstrijden was Wales kansloos (0-2, 5-1) en men eindigde op de derde plaats.

### 1980 - 1994 Steeds falend op het beslissende moment
Wales kende een sterke start voor het plaatsingstoernooi voor het WK van 1982 met negen punten uit vijf wedstrijden. Thuis werd er gewonnen van Tsjecho-Slowakije en gelijkgespeeld tegen de Sovjet-Unie. Na een 2-0 nederlaag tegen de Tsjechen leken de Welshmen te profiteren van puntverlies van dezelfde Tsjechen tegen IJsland, maar zij verprutsten zelf de thuiswedstrijd tegen IJsland: 2-2. Duur puntverlies, want in de laatste wedstrijd verloor Wales met 3-0 van de Sovjet-Unie. Wales moest hopen dat de al geplaatste Sovjet-Unie de laatste wedstrijd zou winnen van Tsjecho-Slowakije, maar na de gelijkmaker van de Tsjechen werd er niet meer gescoord. Wales eindigde gelijk met de Tsjechen, maar had vier doelpunten minder gescoord.
Ook voor Euro 1984 kende Wales een goede start in het kwalificatietoernooi. Halverwege de competitie stond de ploeg bovenaan met vijf uit drie punten, het enige puntverlies was een gelijkspel in de uitwedstrijd tegen de belangrijkste concurrent Joegoslavië: 4-4. Daarna kwam de klad erin, de uitwedstrijden tegen Noorwegen en Bulgarije leverde maar één punt op. Desondanks was winst op de Joegoslaven genoeg geweest voor kwalificatie, maar door een gelijkmaker van Mehmed Baždarević vlak voor tijd werd de winst weggeven. Uitgangspositie voor de laatste wedstrijd in de groep was bizar, Wales zou zich plaatsen als Joegoslavië-Bulgarije gelijk zou eindigen, bij winst van een van de teams zou dat team zich plaatsen. In een spannend duel was het vlak voor tijd 2-2, maar in de blessuretijd scoorde verdediger Ljubomir Radanović de winnende treffer voor Joegoslavië.
Spits Ian Rush was inmiddels uitgegroeid tot een gevreesde doelpuntenmachine van FC Liverpool. In 1984 debuteerde Mark Hughes van Manchester United voor het nationale team. Wales kende voor het WK van 1986 een zwakke start, er werd verloren van IJsland (1-0) en Spanje (3-0). Een inhaalrace moest ingezet worden, na een 0-1 zege op Schotland (doelpunt Rush) werd er met 3-0 gewonnen van Spanje. Zowel Rush en Hughes scoorde, Hughes met een spectaculaire volley die hem een jaar later een transfer naar FC Barcelona opleverde. De uitgangspositie van de laatste wedstrijd was opnieuw bizar: Wales moest opnieuw winnen van Schotland, bij winst zou het eerste worden, bij een gelijkspel derde. Hughes zette Wales op voorsprong, maar in de 80e minuut scoorde Davie Cooper uit een strafschop de gelijkmaker. Wales haalde weer op doelsaldo het WK niet, maar de ergste tragedie was de dood van de Schotse bondscoach Jock Stein. De spanning van de wedstrijd werd hem te veel en hij stierf in de dug-out.
Voor kwalificatie voor euro 1988 was er opnieuw een sterke start, zes punten uit vier wedstrijden. In de vierde wedstrijd werd de voornaamste concurrent Denemarken met 1-0 verslagen door Mark Hughes. In de return verloor Wales met 1-0 door een doelpunt van Preben Elkjær Larsen. Wales moest in de laatste wedstrijd van het al uitgeschakelde Tsjecho-Slowakije winnen om op doelsaldo Denemarken voor te zijn, maar de wedstrijd ging met 2-0 verloren. Vor de vierde achtereenvolgende keer faalde Wales op het beslissende moment.
Zowel Rush als Hughes hadden geen succesvolle periode achter de rug bij hun clubs Juventus en FC Barcelona en keerden bij hun oude clubs (FC Liverpool en Manchester United) terug. Wales had voor het WK van 1990 ook problemen, het eindigde niet alleen achter Europees Kampioen Nederland en de latere wereldkampioen West-Duitsland, maar ook achter Finland. Wales eindigde als laatste in zijn groep.
Voor kwalificatie voor het EK 1992 was er weer een sterke start, België werd met 3-1 verslagen (goals van Hughes, Rush en Dean Saunders) en in Brussel op 1-1 gehouden. Kwalificatie werd hoopvol na een 1-0 zege op wereldkampioen Duitsland dankzij een doelpunt van Ian Rush. In de laatste twee wedstrijden trok Duitsland alles recht: in de return was de wedstrijd al besist voor rust (ruststand 3-0, eindstand 4-1) en na een 0-1 uitzege van Duitsland tegen België kwam Wales één punt tekort om zich te kwalificeren.
Wales streed met drie landen om twee plaatsingsbewijzen voor het WK van 1994, de tegenstanders waren België, het voormalige Tsjecho-Slowakije en Roemenië. De start was niet best, Roemenië stond in zijn thuiswedstrijd tegen Wales na 35 minuten met 5-0 voor, de eindstand werd 5-1. In de resterende wedstrijden werd alleen van België verloren, de return werd met 2-0 gewonnen (met onder andere een doelpunt van een nog jonge Ryan Giggs) en twee keer gelijk gespeeld tegen het voormalige Tsjecho-Slowakije. Voor de laatste speeldag stond Wales samen met de Tsjechen en Slowaken op een gedeelde derde plaats met twee punten achterstand op België en één op Roemenië. In een directe confrontatie met de Roemenen moest er gewonnen worden, bij een 1-1 stand miste Paul Bodin een strafschop, waarna Florin Răducioiu het winnende doelpunt maakte. De afgelopen twaalf jaar miste Wales een groot internationaal toernooi op doelsaldo (WK 1982 en WK 1986), een achterstand van één punt (EK 1984, EK 1992), een achterstand van twee punten (EK 1988) en een gemiste strafschop (WK 1994).

### 1994 - 2014 Kansloze jaren
Kwalificatie voor het EK van 1996 behoorde tot de mogelijkheden, het aantal startbewijzen werd uitgebreid naar 16 plaatsen, Wales had een beschermde positie bij de loting. De cyclus was echter desastreus: Wales verloor zowel uit als thuis van nieuwkomer Georgië (5-0 en 0-1) en ook van de andere nieuwkomer Moldavië werd verloren (3-2). Wales eindigde op de zesde en laatste plaats, Ian Rush nam afscheid van het nationale team.
Ook de volgende cyclussen waren geen succes. Voor het WK van 1998 eindigde Wales op de vierde plaats, dieptepunt was een 7-1 nederlaag tegen Nederland. Euro 2000 begon hoopvol met een 1-2 zege in de uitwedstrijd tegen Denemarken, de thuiswedstrijden leverde alleen een zege op tegen Wit-Rusland. Op het kwalificatie-toernooi van 2002 behaalde Wales zijn eerste en enige zege op de laatste speeldag, het eindigde op de vijfde en voorlaatste plaats.
Onder bondscoach Mark Hughes kende Wales een vliegende start om het EK van 2004 te halen, na vier wedstrijden had het twaalf punten uit vier wedstrijden. De uitwedstrijd tegen Finland werd met 0-2 gewonnen en voor 70.000 toeschouwers in Cardiff werd Italië met 2-1 verslagen, Craig Bellamy scoorde het winnende doelpunt. De voorsprong van Italië van vijf punten ging verloren, in de laatste vier wedstrijden werd maar één punt behaald. Doordat Servië en Montenegro maar één punt haalde in twee wedstrijden tegen Azerbeidzjan werd toch de tweede plaats bereikt en Wales moest Play-Off wedstrijden spelen tegen Rusland. Na een hoopvol resultaat in Moskou (0-0) werd bij de dopingcontrole een verboden middel bij Yegor Titov gevonden. Titov werd geschorst voor de return, maar verdere maatregelen tegen het Russische team werden niet genomen. Wales verloor in Cardiff met 0-1 door een doelpunt van Evseev en opnieuw werd een groot toernooi op het nippertje gemist.
De volgende kwalificatie-toernooien waren niet succesvol, voor het WK van 2006 werden alleen punten gehaald tegen Noord-Ierland en Azerbeidzjan, Wales eindigde op de vijfde en voorlaatste plaats. Ook voor het EK van 2008 werd een vijfde plaats in de poule behaald. Merkwaardig waren de resultaten tegen Slowakije, thuis verloor het met 1-5, uit won het met 2-5. Ook voor het WK van 2010 werden alleen punten gehaald tegen de mindere teams (Azerbeidzjan en Liechtenstein).de start voor het EK van 2012 was desastreus met vier nederlagen, maar uiteindelijk werden toch drie wedstrijden (Montenegro, Zwitserland en Bulgarije) gewonnen. Men werd voorlaatste in de groep net als voor het WK van 2014. Wales won twee keer van Schotland, maar presteerde vooral slecht tegen de voormalige Joegoslavische ploegen Kroatië, Servië en Macedonië, van de zes wedstrijden werd vijf keer verloren.

### 2016 - heden
Grote man in het elftal van Wales werd Gareth Bale, hij werd voor meer dan 100 miljoen euro getransfereerd van Tottenham Hotspur naar Real Madrid, een recordbedrag. Na zeven van de tien wedstrijden voor kwalificatie voor het EK van 2016 waren vijf overwinningen en twee gelijke spelen behaald. Vooral tegen België werd goed gepresteerd, in Brussel werd met 0-0 gelijk gespeeld en in Cardiff werd met 1-0 gewonnen door Gareth Bale. Dankzij een doelpuntloos gelijkspel tegen Israël plaatste Wales zich voor de eerste keer sinds 1958 voor een eindtoernooi. Wales begon met een overwinning op Slowakije, de tweede wedstrijd tegen Engeland ging in de blessure-tijd verloren door een doelpunt van Daniel Sturridge. Wales werd zelfs groepswinnaar in de groep door een duidelijke overwinning op Rusland: 3-0. Na een 1-0 overwinning op Noord-Ierland in de achtste finales wachtte een kwartfinale tegen België. Na een moeilijk begin (1-0 achterstand) trok Wales de wedstrijd naar zich toe en maakte voor de rust een gelijkmaker via Ashley Williams. In de tweede helft maakte Wales het af en won met 3-1. Voor de halve finale tegen Portugal was een van de dragende spelers Aaron Ramsey geschorst. In de tweede helft verloor Wales de wedstrijd: 2-0. Het was een unieke prestatie de halve finale te halen en de spelers werd in eigen land als helden binnen gehaald.
Voor kwalificatie voor het WK van 2018 had Wales door de groede prestaties van de laatste jaren een beschermde positie. In de eerste helft van de kwalificatie werd alleen van Moldavië gewonnen, de andere vier wedstrijden eindigde in een gelijkspel. De laatste kwalificatiewedstrijd op 9 oktober tegen Ierland werd met 0-1 verloren. Hierdoor eindigde Wales als derde in poule D achter Servië en Ierland waardoor het zich niet wist te kwalificeren voor het WK in Rusland. Bondscoach Chris Coleman trok zijn conclusies en stapte op na de laatste wedstrijd van het jaar, een oefenduel tegen Panama (1-1). Hij trad in dienst bij Sunderland AFC, dat in het voorafgaande seizoen was gedegradeerd naar de EFL Championship. Oud-topspeler Ryan Giggs schoof zichzelf naar voren als opvolger. "Ik heb nog met niemand van de bond gesproken, maar natuurlijk ben ik geïnteresseerd. Ik wil graag weer als trainer aan de slag. Bondscoach van Wales worden, is een prachtige functie."
Op maandag 15 januari 2018 stelde de voetbalbond van Wales Ryan Giggs aan als bondscoach van de nationale ploeg. Hij ondertekende een contract voor vier jaar. "Ik ben enorm trots dat ik deze eervolle baan bij de nationale ploeg heb gekregen", zei Giggs. "Ik kan niet wachten om te beginnen met de voorbereiding op de cruciale wedstrijden later in het jaar voor de Nations League." De oud-sterspeler mocht zelf kiezen wat de thuishaven zou worden van het nationale voetbalelftal van Wales. Hij had de keuze uit twee stadions in Cardiff: het grote Millennium Stadium of het Cardiff City Stadium. "We steunen onze manager hierin, hij mag kiezen", zei directeur Jonathan Ford van de Welshe voetbalbond bij de BBC.
Giggs staat sinds eind 2020 op non-actief omdat hij ervan wordt verdacht zijn ex-vriendin te hebben mishandeld. Zijn taken worden sindsdien waargenomen door zijn assistent Rob Page.

## Prestaties op internationale toernooien

### Wereldkampioenschap
| Wereldkampioenschap voetbal | Wereldkampioenschap voetbal    | Wereldkampioenschap voetbal    | Wereldkampioenschap voetbal    | Wereldkampioenschap voetbal    | Wereldkampioenschap voetbal    | Wereldkampioenschap voetbal    | Wereldkampioenschap voetbal    | Wereldkampioenschap voetbal    |
| Jaar                        | Ronde                          | Wed.                           | W                              | G                              | V                              | DV                             | DT                             | Kwal                           |
| --------------------------- | ------------------------------ | ------------------------------ | ------------------------------ | ------------------------------ | ------------------------------ | ------------------------------ | ------------------------------ | ------------------------------ |
| 1930–1938                   | Geen FIFA-lid                  | Geen FIFA-lid                  | Geen FIFA-lid                  | Geen FIFA-lid                  | Geen FIFA-lid                  | Geen FIFA-lid                  | Geen FIFA-lid                  | Geen FIFA-lid                  |
| 1950                        | Niet gekwalificeerd            | Niet gekwalificeerd            | Niet gekwalificeerd            | Niet gekwalificeerd            | Niet gekwalificeerd            | Niet gekwalificeerd            | Niet gekwalificeerd            | Niet gekwalificeerd            |
| 1954                        | Niet gekwalificeerd            | Niet gekwalificeerd            | Niet gekwalificeerd            | Niet gekwalificeerd            | Niet gekwalificeerd            | Niet gekwalificeerd            | Niet gekwalificeerd            | Niet gekwalificeerd            |
| 1958                        | Kwartfinale                    | 5                              | 1                              | 3                              | 1                              | 4                              | 4                              | (Kwal.)                        |
| 1962                        | Niet gekwalificeerd            | Niet gekwalificeerd            | Niet gekwalificeerd            | Niet gekwalificeerd            | Niet gekwalificeerd            | Niet gekwalificeerd            | Niet gekwalificeerd            | Niet gekwalificeerd            |
| 1966                        | Niet gekwalificeerd            | Niet gekwalificeerd            | Niet gekwalificeerd            | Niet gekwalificeerd            | Niet gekwalificeerd            | Niet gekwalificeerd            | Niet gekwalificeerd            | Niet gekwalificeerd            |
| 1970                        | Niet gekwalificeerd            | Niet gekwalificeerd            | Niet gekwalificeerd            | Niet gekwalificeerd            | Niet gekwalificeerd            | Niet gekwalificeerd            | Niet gekwalificeerd            | Niet gekwalificeerd            |
| 1974                        | Niet gekwalificeerd            | Niet gekwalificeerd            | Niet gekwalificeerd            | Niet gekwalificeerd            | Niet gekwalificeerd            | Niet gekwalificeerd            | Niet gekwalificeerd            | Niet gekwalificeerd            |
| 1978                        | Niet gekwalificeerd            | Niet gekwalificeerd            | Niet gekwalificeerd            | Niet gekwalificeerd            | Niet gekwalificeerd            | Niet gekwalificeerd            | Niet gekwalificeerd            | Niet gekwalificeerd            |
| 1982                        | Niet gekwalificeerd            | Niet gekwalificeerd            | Niet gekwalificeerd            | Niet gekwalificeerd            | Niet gekwalificeerd            | Niet gekwalificeerd            | Niet gekwalificeerd            | Niet gekwalificeerd            |
| 1986                        | Niet gekwalificeerd            | Niet gekwalificeerd            | Niet gekwalificeerd            | Niet gekwalificeerd            | Niet gekwalificeerd            | Niet gekwalificeerd            | Niet gekwalificeerd            | Niet gekwalificeerd            |
| 1990                        | Niet gekwalificeerd            | Niet gekwalificeerd            | Niet gekwalificeerd            | Niet gekwalificeerd            | Niet gekwalificeerd            | Niet gekwalificeerd            | Niet gekwalificeerd            | Niet gekwalificeerd            |
| 1994                        | Niet gekwalificeerd            | Niet gekwalificeerd            | Niet gekwalificeerd            | Niet gekwalificeerd            | Niet gekwalificeerd            | Niet gekwalificeerd            | Niet gekwalificeerd            | Niet gekwalificeerd            |
| 1998                        | Niet gekwalificeerd            | Niet gekwalificeerd            | Niet gekwalificeerd            | Niet gekwalificeerd            | Niet gekwalificeerd            | Niet gekwalificeerd            | Niet gekwalificeerd            | Niet gekwalificeerd            |
| 2002                        | Niet gekwalificeerd            | Niet gekwalificeerd            | Niet gekwalificeerd            | Niet gekwalificeerd            | Niet gekwalificeerd            | Niet gekwalificeerd            | Niet gekwalificeerd            | Niet gekwalificeerd            |
| 2006                        | Niet gekwalificeerd            | Niet gekwalificeerd            | Niet gekwalificeerd            | Niet gekwalificeerd            | Niet gekwalificeerd            | Niet gekwalificeerd            | Niet gekwalificeerd            | Niet gekwalificeerd            |
| 2010                        | Niet gekwalificeerd            | Niet gekwalificeerd            | Niet gekwalificeerd            | Niet gekwalificeerd            | Niet gekwalificeerd            | Niet gekwalificeerd            | Niet gekwalificeerd            | Niet gekwalificeerd            |
| 2014                        | Niet gekwalificeerd            | Niet gekwalificeerd            | Niet gekwalificeerd            | Niet gekwalificeerd            | Niet gekwalificeerd            | Niet gekwalificeerd            | Niet gekwalificeerd            | Niet gekwalificeerd            |
| 2018                        | Niet gekwalificeerd            | Niet gekwalificeerd            | Niet gekwalificeerd            | Niet gekwalificeerd            | Niet gekwalificeerd            | Niet gekwalificeerd            | Niet gekwalificeerd            | Niet gekwalificeerd            |
| 2022                        | Groepsfase                     | 3                              | 0                              | 1                              | 2                              | 1                              | 6                              | (Kwal.)                        |
| 2026                        | Kwalificatie nog niet begonnen | Kwalificatie nog niet begonnen | Kwalificatie nog niet begonnen | Kwalificatie nog niet begonnen | Kwalificatie nog niet begonnen | Kwalificatie nog niet begonnen | Kwalificatie nog niet begonnen | Kwalificatie nog niet begonnen |

### Europees kampioenschap
| Europees kampioenschap voetbal | Europees kampioenschap voetbal | Europees kampioenschap voetbal | Europees kampioenschap voetbal | Europees kampioenschap voetbal | Europees kampioenschap voetbal | Europees kampioenschap voetbal | Europees kampioenschap voetbal | Europees kampioenschap voetbal | Europees kampioenschap voetbal |
| Jaar                           | Ronde                          | Wed.                           | W                              | G                              | V                              | DV                             | DT                             | Kwal                           |                                |
| ------------------------------ | ------------------------------ | ------------------------------ | ------------------------------ | ------------------------------ | ------------------------------ | ------------------------------ | ------------------------------ | ------------------------------ | ------------------------------ |
| 1960                           | Geen deelname                  | Geen deelname                  | Geen deelname                  | Geen deelname                  | Geen deelname                  | Geen deelname                  | Geen deelname                  | Geen deelname                  |                                |
| 1964                           | Niet gekwalificeerd            | Niet gekwalificeerd            | Niet gekwalificeerd            | Niet gekwalificeerd            | Niet gekwalificeerd            | Niet gekwalificeerd            | Niet gekwalificeerd            | Niet gekwalificeerd            |                                |
| 1968                           | Niet gekwalificeerd            | Niet gekwalificeerd            | Niet gekwalificeerd            | Niet gekwalificeerd            | Niet gekwalificeerd            | Niet gekwalificeerd            | Niet gekwalificeerd            | Niet gekwalificeerd            |                                |
| 1972                           | Niet gekwalificeerd            | Niet gekwalificeerd            | Niet gekwalificeerd            | Niet gekwalificeerd            | Niet gekwalificeerd            | Niet gekwalificeerd            | Niet gekwalificeerd            | Niet gekwalificeerd            |                                |
| 1976                           | Niet gekwalificeerd            | Niet gekwalificeerd            | Niet gekwalificeerd            | Niet gekwalificeerd            | Niet gekwalificeerd            | Niet gekwalificeerd            | Niet gekwalificeerd            | Niet gekwalificeerd            |                                |
| 1980                           | Niet gekwalificeerd            | Niet gekwalificeerd            | Niet gekwalificeerd            | Niet gekwalificeerd            | Niet gekwalificeerd            | Niet gekwalificeerd            | Niet gekwalificeerd            | Niet gekwalificeerd            |                                |
| 1984                           | Niet gekwalificeerd            | Niet gekwalificeerd            | Niet gekwalificeerd            | Niet gekwalificeerd            | Niet gekwalificeerd            | Niet gekwalificeerd            | Niet gekwalificeerd            | Niet gekwalificeerd            |                                |
| 1988                           | Niet gekwalificeerd            | Niet gekwalificeerd            | Niet gekwalificeerd            | Niet gekwalificeerd            | Niet gekwalificeerd            | Niet gekwalificeerd            | Niet gekwalificeerd            | Niet gekwalificeerd            |                                |
| 1992                           | Niet gekwalificeerd            | Niet gekwalificeerd            | Niet gekwalificeerd            | Niet gekwalificeerd            | Niet gekwalificeerd            | Niet gekwalificeerd            | Niet gekwalificeerd            | Niet gekwalificeerd            |                                |
| 1996                           | Niet gekwalificeerd            | Niet gekwalificeerd            | Niet gekwalificeerd            | Niet gekwalificeerd            | Niet gekwalificeerd            | Niet gekwalificeerd            | Niet gekwalificeerd            | Niet gekwalificeerd            |                                |
| 2000                           | Niet gekwalificeerd            | Niet gekwalificeerd            | Niet gekwalificeerd            | Niet gekwalificeerd            | Niet gekwalificeerd            | Niet gekwalificeerd            | Niet gekwalificeerd            | Niet gekwalificeerd            |                                |
| 2004                           | Niet gekwalificeerd            | Niet gekwalificeerd            | Niet gekwalificeerd            | Niet gekwalificeerd            | Niet gekwalificeerd            | Niet gekwalificeerd            | Niet gekwalificeerd            | Niet gekwalificeerd            |                                |
| 2008                           | Niet gekwalificeerd            | Niet gekwalificeerd            | Niet gekwalificeerd            | Niet gekwalificeerd            | Niet gekwalificeerd            | Niet gekwalificeerd            | Niet gekwalificeerd            | Niet gekwalificeerd            |                                |
| 2012                           | Niet gekwalificeerd            | Niet gekwalificeerd            | Niet gekwalificeerd            | Niet gekwalificeerd            | Niet gekwalificeerd            | Niet gekwalificeerd            | Niet gekwalificeerd            | Niet gekwalificeerd            |                                |
| 2016                           | Halve finale                   | 6                              | 4                              | 0                              | 2                              | 10                             | 6                              | (Kwal.)                        |                                |
| 2020                           | Achtste finale                 | 4                              | 1                              | 1                              | 2                              | 3                              | 6                              | (Kwal.)                        |                                |
| 2024                           | Niet gekwalificeerd            | Niet gekwalificeerd            | Niet gekwalificeerd            | Niet gekwalificeerd            | Niet gekwalificeerd            | Niet gekwalificeerd            | Niet gekwalificeerd            | Niet gekwalificeerd            |                                |

### UEFA Nations League
| 2018–19 | B | 19e | 4 | 2 | 0 | 2 | 6 | 5  | Stabiel  |
| 2020–21 | B | 17e | 6 | 5 | 1 | 0 | 7 | 1  | Gestegen |
| 2022–23 | A | 16e | 6 | 0 | 1 | 5 | 6 | 11 | Gedaald  |

## Huidige selectie
De volgende spelers behoren tot de selectie voor het WK 2022.
Interlands en doelpunten bijgewerkt tot en met de wedstrijd tegen  Polen op 25 september 2022.
| Doel        |                 |     |    |                   |
|             | Wayne Hennessey | 106 | 0  | Nottingham Forest |
|             | Danny Ward      | 26  | 0  | Leicester City    |
|             | Adam Davies     | 3   | 0  | Sheffield United  |
| Verdediging |                 |     |    |                   |
|             | Chris Gunter    | 109 | 0  | AFC Wimbledon     |
|             | Ben Davies      | 74  | 1  | Tottenham Hotspur |
|             | Connor Roberts  | 41  | 3  | Burnley           |
|             | Ethan Ampadu    | 37  | 0  | Spezia            |
|             | Chris Mepham    | 33  | 0  | Bournemouth       |
|             | Joe Rodon       | 30  | 0  | Stade Rennais     |
|             | Neco Williams   | 23  | 2  | Nottingham Forest |
|             | Tom Lockyer     | 14  | 0  | Luton Town        |
|             | Ben Cabango     | 5   | 0  | Swansea City      |
| Middenveld  |                 |     |    |                   |
|             | Aaron Ramsey    | 75  | 20 | OGC Nice          |
|             | Joe Allen       | 72  | 2  | Swansea City      |
|             | Harry Wilson    | 39  | 5  | Fulham            |
|             | Jonny Williams  | 33  | 2  | Swindon Town      |
|             | Joe Morrell     | 30  | 0  | Portsmouth        |
|             | Matthew Smith   | 19  | 0  | MK Dons           |
|             | Dylan Levitt    | 13  | 0  | Dundee United     |
|             | Rubin Colwill   | 7   | 1  | Cardiff City      |
|             | Sorba Thomas    | 6   | 0  | Huddersfield Town |
| Aanval      |                 |     |    |                   |
|             | Gareth Bale     | 108 | 40 | Los Angeles       |
|             | Daniel James    | 38  | 5  | Fulham            |
|             | Kieffer Moore   | 28  | 9  | Bournemouth       |
|             | Brennan Johnson | 15  | 2  | Nottingham Forest |
|             | Mark Harris     | 5   | 0  | Cardiff City      |

## FIFA-wereldranglijst[5]
| 1993 | 1994 | 1995 | 1996 | 1997 | 1998 | 1999 | 2000 | 2001 | 2002 | 2003 | 2004 | 2005 | 2006 | 2007 | 2008 | 2009 | 2010 | 2011 | 2012 | 2013 | 2014 | 2015 | 2016 | 2017 | 2018 | 2022 | 2023 | 2024 |
| ---- | ---- | ---- | ---- | ---- | ---- | ---- | ---- | ---- | ---- | ---- | ---- | ---- | ---- | ---- | ---- | ---- | ---- | ---- | ---- | ---- | ---- | ---- | ---- | ---- | ---- | ---- | ---- | ---- |
| 29   | 41   | 61   | 80   | 102  | 97   | 98   | 109  | 100  | 52   | 66   | 68   | 71   | 73   | 57   | 60   | 77   | 112  | 48   | 82   | 56   | 34   | 17   | 12   | 19   | 19   | 19   | 29   | 29   |

## Bondscoaches
- Bijgewerkt tot en met de EK-kwalificatiewedstrijd tegen  Turkije (1-1) op 21 november 2023.

| Naam           | Eerste duel      | Laatste duel     | Interlands | W  | G  | V  |
| -------------- | ---------------- | ---------------- | ---------- | -- | -- | -- |
| Walley Barnes  | 9 mei 1954       | 23 november 1955 | 8          | 2  | 0  | 6  |
| Jimmy Murphy   | 11 april 1956    | 15 april 1964    | 43         | 11 | 13 | 19 |
| David Bowen    | 3 oktober 1964   | 17 maart 1965    | 5          | 2  | 0  | 3  |
| Ronald Burgess | 31 maart 1965    | 31 maart 1965    | 1          | 1  | 0  | 0  |
| David Bowen    | 1 mei 1965       | 4 september 1974 | 50         | 9  | 13 | 28 |
| Mike Smith     | 30 oktober 1974  | 21 november 1979 | 39         | 15 | 10 | 14 |
| Mike England   | 17 mei 1980      | 11 november 1987 | 55         | 22 | 16 | 17 |
| David Williams | 23 maart 1988    | 23 maart 1988    | 1          | 0  | 0  | 1  |
| Terry Yorath   | 27 april 1988    | 17 november 1993 | 41         | 16 | 8  | 17 |
| John Toshack   | 9 maart 1994     | 9 maart 1994     | 1          | 0  | 0  | 1  |
| Mike Smith     | 20 april 1994    | 7 juni 1995      | 9          | 2  | 1  | 6  |
| Bobby Gould    | 6 september 1995 | 9 oktober 1999   | 27         | 8  | 4  | 15 |
| Mark Hughes    | 2 augustus 1999  | 13 oktober 2004  | 38         | 11 | 15 | 12 |
| John Toshack   | 9 februari 2005  | 3 september 2010 | 53         | 21 | 8  | 24 |
| Brian Flynn    | 8 oktober 2010   | 12 oktober 2010  | 2          | 0  | 0  | 2  |
| Gary Speed     | 8 februari 2011  | 12 november 2011 | 10         | 5  | 0  | 5  |
| Chris Coleman  | 19 januari 2012  | 17 november 2017 | 50         | 19 | 13 | 18 |
| Ryan Giggs*    | 15 januari 2018  | 20 juni 2022     | 24         | 12 | 4  | 8  |
| Robert Page    | 3 november 2020  | Heden            | 41         | 14 | 14 | 13 |

- Robert Page werd op 3 november 2020 aangesteld als bondscoach, na de arrestatie en de beschuldiging van Ryan Giggs wegens mishandeling. Giggs bleef de officiële manager tot 20 juni 2022.

## Statistieken
- Bijgewerkt tot en met de EK-kwalificatiewedstrijd tegen  Turkije (1-1) op 21 november 2023.

### Van jaar tot jaar
| Jaar | Wedstrijden | Wedstrijden | Wedstrijden | Wedstrijden | Doelpunten | Doelpunten | Doelpunten | Punten |
| Jaar | Duels       | Winst       | Gelijk      | Verlies     | Voor       | Tegen      | Saldo      | Punten |
| ---- | ----------- | ----------- | ----------- | ----------- | ---------- | ---------- | ---------- | ------ |
| 1876 | 1           | 0           | 0           | 1           | 0          | 4          | -4         | 0.000  |
| 1877 | 1           | 0           | 0           | 1           | 0          | 2          | -2         | 0.000  |
| 1878 | 1           | 0           | 0           | 1           | 0          | 9          | -9         | 0.000  |
| 1879 | 2           | 0           | 0           | 2           | 1          | 5          | -4         | 0.000  |
| 1880 | 2           | 0           | 0           | 2           | 3          | 8          | -5         | 0.000  |
| 1881 | 2           | 1           | 0           | 1           | 2          | 5          | -3         | 1.000  |
| 1882 | 3           | 2           | 0           | 1           | 12         | 9          | +3         | 1.333  |
| 1883 | 3           | 0           | 1           | 2           | 1          | 9          | -8         | 0.333  |
| 1884 | 3           | 1           | 0           | 2           | 7          | 8          | -1         | 0.667  |
| 1885 | 3           | 1           | 1           | 1           | 10         | 11         | -1         | 1.000  |
| 1886 | 3           | 1           | 0           | 2           | 7          | 7          | 0          | 0.667  |
| 1887 | 3           | 0           | 0           | 3           | 1          | 10         | -9         | 0.000  |
| 1888 | 3           | 1           | 0           | 2           | 13         | 10         | -3         | 0.667  |
| 1889 | 3           | 1           | 1           | 1           | 4          | 5          | -1         | 1.000  |
| 1890 | 3           | 1           | 0           | 2           | 6          | 10         | -4         | 0.667  |
| 1891 | 3           | 0           | 0           | 3           | 6          | 15         | -9         | 0.000  |
| 1892 | 3           | 0           | 1           | 2           | 2          | 9          | -7         | 0.333  |
| 1893 | 3           | 0           | 0           | 3           | 3          | 18         | -15        | 0.000  |
| 1894 | 3           | 1           | 0           | 2           | 7          | 11         | -4         | 0.667  |
| 1895 | 3           | 0           | 3           | 0           | 5          | 5          | 0          | 1.000  |
| 1896 | 3           | 1           | 0           | 2           | 7          | 14         | -7         | 0.667  |
| 1897 | 3           | 0           | 1           | 2           | 5          | 10         | -5         | 0.333  |
| 1898 | 3           | 0           | 0           | 3           | 2          | 9          | -7         | 0.000  |
| 1899 | 3           | 0           | 0           | 3           | 0          | 11         | -11        | 0.000  |
| 1900 | 3           | 1           | 1           | 1           | 5          | 6          | -1         | 1.000  |
| 1901 | 3           | 1           | 1           | 1           | 2          | 7          | -5         | 1.000  |
| 1902 | 3           | 0           | 1           | 2           | 1          | 8          | -7         | 0.333  |
| 1903 | 3           | 0           | 0           | 3           | 1          | 5          | -4         | 0.000  |
| 1904 | 3           | 0           | 2           | 1           | 3          | 4          | -1         | 0.667  |
| 1905 | 3           | 1           | 1           | 1           | 6          | 6          | 0          | 1.000  |
| 1906 | 3           | 1           | 1           | 1           | 6          | 5          | +1         | 1.000  |
| 1907 | 3           | 2           | 1           | 0           | 5          | 3          | +2         | 1.667  |
| 1908 | 3           | 0           | 0           | 3           | 2          | 10         | -8         | 0.000  |
| 1909 | 3           | 2           | 0           | 1           | 6          | 6          | 0          | 1.333  |
| 1910 | 3           | 1           | 0           | 2           | 4          | 3          | +1         | 0.667  |
| 1911 | 3           | 1           | 1           | 1           | 4          | 6          | -2         | 1.000  |
| 1912 | 3           | 0           | 0           | 3           | 2          | 6          | -4         | 0.000  |
| 1913 | 3           | 1           | 1           | 1           | 4          | 4          | 0          | 1.000  |
| 1914 | 3           | 0           | 1           | 2           | 1          | 4          | -3         | 0.333  |
|      |             |             |             |             |            |            |            |        |
| 1920 | 3           | 1           | 2           | 0           | 5          | 4          | +1         | 1.333  |
| 1921 | 3           | 1           | 1           | 1           | 3          | 3          | 0          | 1.000  |
| 1922 | 3           | 1           | 1           | 1           | 3          | 3          | 0          | 1.000  |
| 1923 | 3           | 0           | 1           | 2           | 2          | 7          | -5         | 0.333  |
| 1924 | 3           | 3           | 0           | 0           | 5          | 1          | +4         | 2.000  |
| 1925 | 4           | 0           | 1           | 3           | 2          | 8          | -6         | 0.250  |
| 1926 | 3           | 1           | 0           | 2           | 3          | 7          | -4         | 0.667  |
| 1927 | 4           | 1           | 3           | 0           | 9          | 8          | +1         | 1.250  |
| 1928 | 3           | 1           | 0           | 2           | 6          | 8          | -2         | 0.667  |
| 1929 | 3           | 0           | 1           | 2           | 4          | 12         | -8         | 0.333  |
| 1930 | 3           | 0           | 1           | 2           | 1          | 12         | -11        | 0.333  |
| 1931 | 4           | 1           | 0           | 3           | 6          | 12         | -6         | 0.500  |
| 1932 | 3           | 2           | 1           | 0           | 9          | 3          | +6         | 1.667  |
| 1933 | 4           | 2           | 2           | 0           | 7          | 5          | +2         | 1.500  |
| 1934 | 2           | 0           | 0           | 2           | 2          | 7          | -5         | 0.000  |
| 1935 | 2           | 1           | 1           | 0           | 4          | 2          | +2         | 1.500  |
| 1936 | 4           | 3           | 0           | 1           | 8          | 6          | +2         | 1.500  |
| 1937 | 3           | 2           | 0           | 1           | 7          | 4          | +3         | 1.333  |
| 1938 | 3           | 1           | 0           | 2           | 6          | 6          | 0          | 0.667  |
| 1939 | 2           | 1           | 0           | 1           | 4          | 3          | +1         | 1.000  |
|      |             |             |             |             |            |            |            |        |
| 1946 | 2           | 1           | 0           | 1           | 3          | 4          | -1         | 1.000  |
| 1947 | 3           | 1           | 0           | 2           | 3          | 6          | -3         | 0.667  |
| 1948 | 3           | 1           | 0           | 2           | 3          | 4          | -1         | 0.667  |
| 1949 | 7           | 2           | 0           | 5           | 11         | 17         | -6         | 0.571  |
| 1950 | 3           | 0           | 1           | 2           | 3          | 7          | -4         | 0.333  |
| 1951 | 6           | 5           | 1           | 0           | 12         | 7          | +5         | 1.833  |
| 1952 | 3           | 1           | 0           | 2           | 6          | 7          | -1         | 0.667  |
| 1953 | 5           | 1           | 1           | 3           | 10         | 20         | -10        | 0.600  |
| 1954 | 5           | 0           | 0           | 5           | 4          | 11         | -7         | 0.000  |
| 1955 | 4           | 2           | 0           | 2           | 6          | 7          | -1         | 1.000  |
| 1956 | 3           | 0           | 2           | 1           | 4          | 6          | -2         | 0.667  |
| 1957 | 7           | 2           | 2           | 3           | 7          | 10         | -3         | 0.857  |
| 1958 | 10          | 3           | 5           | 2           | 11         | 10         | +1         | 1.100  |
| 1959 | 3           | 0           | 2           | 1           | 3          | 6          | -3         | 0.667  |
| 1960 | 4           | 3           | 0           | 1           | 9          | 9          | 0          | 1.500  |
| 1961 | 6           | 1           | 2           | 3           | 10         | 10         | 0          | 0.667  |
| 1962 | 7           | 1           | 0           | 6           | 10         | 18         | -8         | 0.286  |
| 1963 | 4           | 1           | 1           | 2           | 6          | 8          | -2         | 0.750  |
| 1964 | 5           | 1           | 0           | 4           | 6          | 10         | -4         | 0.400  |
| 1965 | 8           | 4           | 1           | 3           | 18         | 14         | +4         | 1.125  |
| 1966 | 6           | 0           | 1           | 5           | 4          | 16         | -12        | 0.167  |
| 1967 | 3           | 0           | 1           | 2           | 2          | 6          | -4         | 0.333  |
| 1968 | 3           | 1           | 1           | 1           | 3          | 2          | +1         | 1.000  |
| 1969 | 8           | 0           | 2           | 6           | 8          | 18         | -10        | 0.250  |
| 1970 | 4           | 1           | 3           | 0           | 2          | 1          | +1         | 1.250  |
| 1971 | 8           | 2           | 2           | 4           | 5          | 7          | -2         | 0.750  |
| 1972 | 4           | 0           | 1           | 3           | 0          | 5          | -5         | 0.250  |
| 1973 | 6           | 1           | 1           | 4           | 3          | 10         | -7         | 0.500  |
| 1974 | 6           | 3           | 0           | 3           | 9          | 6          | +3         | 1.000  |
| 1975 | 6           | 3           | 2           | 1           | 10         | 7          | +3         | 1.333  |
| 1976 | 8           | 1           | 1           | 6           | 4          | 12         | -8         | 0.375  |
| 1977 | 9           | 2           | 5           | 2           | 6          | 5          | +1         | 1.000  |
| 1978 | 6           | 4           | 1           | 1           | 12         | 4          | +8         | 1.500  |
| 1979 | 8           | 3           | 2           | 3           | 9          | 10         | -1         | 1.000  |
| 1980 | 6           | 4           | 0           | 2           | 13         | 3          | +10        | 1.333  |
| 1981 | 8           | 3           | 3           | 2           | 8          | 8          | 0          | 1.125  |
| 1982 | 7           | 3           | 2           | 2           | 10         | 7          | +3         | 1.143  |
| 1983 | 9           | 3           | 3           | 3           | 10         | 7          | +3         | 1.000  |
| 1984 | 8           | 2           | 2           | 4           | 5          | 9          | -4         | 0.750  |
| 1985 | 6           | 2           | 2           | 2           | 8          | 9          | -1         | 1.000  |
| 1986 | 6           | 3           | 2           | 1           | 7          | 4          | +3         | 1.333  |
| 1987 | 6           | 2           | 2           | 2           | 6          | 4          | +2         | 1.000  |
| 1988 | 6           | 2           | 1           | 3           | 8          | 11         | +3         | 0.833  |
| 1989 | 6           | 0           | 2           | 4           | 5          | 10         | -5         | 0.333  |
| 1990 | 6           | 3           | 0           | 3           | 7          | 7          | 0          | 1.000  |
| 1991 | 8           | 4           | 2           | 2           | 6          | 8          | -2         | 1.250  |
| 1992 | 9           | 4           | 1           | 4           | 11         | 13         | -2         | 1.000  |
| 1993 | 7           | 3           | 2           | 2           | 12         | 7          | +5         | 1.143  |
| 1994 | 7           | 2           | 0           | 5           | 7          | 17         | -10        | 0.571  |
| 1995 | 6           | 1           | 2           | 3           | 5          | 8          | -3         | 0.667  |
| 1996 | 7           | 2           | 1           | 4           | 13         | 15         | -2         | 0.714  |
| 1997 | 6           | 1           | 1           | 4           | 8          | 14         | -6         | 0.500  |
| 1998 | 6           | 3           | 1           | 2           | 8          | 9          | -1         | 1.167  |
| 1999 | 5           | 1           | 0           | 4           | 2          | 11         | -9         | 0.400  |
| 2000 | 7           | 1           | 2           | 4           | 4          | 11         | -7         | 0.571  |
| 2001 | 7           | 1           | 4           | 2           | 8          | 9          | -1         | 0.857  |
| 2002 | 7           | 4           | 3           | 0           | 9          | 3          | +6         | 1.571  |
| 2003 | 9           | 1           | 3           | 5           | 9          | 14         | -5         | 0.556  |
| 2004 | 9           | 4           | 3           | 2           | 14         | 9          | +5         | 1.222  |
| 2005 | 9           | 3           | 1           | 5           | 7          | 8          | -1         | 0.778  |
| 2006 | 8           | 3           | 2           | 3           | 11         | 11         | 0          | 1.000  |
| 2007 | 12          | 4           | 5           | 3           | 16         | 13         | +3         | 1.083  |
| 2008 | 10          | 6           | 0           | 4           | 12         | 7          | +5         | 1.200  |
| 2009 | 10          | 4           | 0           | 6           | 10         | 12         | -2         | 0.800  |
| 2010 | 6           | 1           | 0           | 5           | 6          | 10         | -4         | 0.333  |
| 2011 | 10          | 5           | 0           | 5           | 13         | 13         | 0          | 1.000  |
| 2012 | 7           | 1           | 0           | 6           | 3          | 16         | -13        | 0.286  |
| 2013 | 9           | 3           | 3           | 3           | 9          | 11         | -2         | 1.000  |
| 2014 | 6           | 3           | 2           | 1           | 7          | 5          | +2         | 1.333  |
| 2015 | 7           | 4           | 1           | 2           | 9          | 5          | +4         | 1.286  |
| 2016 | 13          | 5           | 4           | 4           | 19         | 15         | +4         | 1.077  |
| 2017 | 8           | 3           | 3           | 2           | 6          | 5          | +1         | 1.125  |
| 2018 | 9           | 3           | 1           | 5           | 13         | 11         | +2         | 0.778  |
| 2019 | 10          | 6           | 2           | 2           | 12         | 6          | +6         | 1.400  |
| 2020 | 8           | 5           | 2           | 1           | 7          | 4          | +3         | 1.500  |
| 2021 | 16          | 6           | 6           | 4           | 18         | 18         | 0          | 1.125  |
| 2022 | 12          | 2           | 3           | 7           | 11         | 19         | -8         | 0.417  |
| 2023 | 10          | 4           | 4           | 2           | 14         | 10         | +4         | 1.200  |

### Tegenstanders
| Tegenstander                   | Wed. | W  | G  | V  | DV  | DT  | DS   |
| ------------------------------ | ---- | -- | -- | -- | --- | --- | ---- |
| Albanië                        | 4    | 1  | 2  | 1  | 3   | 3   | 0    |
| Andorra                        | 2    | 2  | 0  | 0  | 4   | 1   | +3   |
| Argentinië                     | 2    | 0  | 1  | 1  | 1   | 2   | –1   |
| Armenië                        | 4    | 0  | 3  | 1  | 5   | 7   | -2   |
| Australië                      | 1    | 0  | 0  | 1  | 1   | 2   | –1   |
| Azerbeidzjan                   | 10   | 9  | 1  | 0  | 19  | 3   | +16  |
| België                         | 17   | 5  | 5  | 7  | 24  | 24  | 0    |
| Bosnië en Herzegovina          | 4    | 0  | 2  | 2  | 2   | 6   | –4   |
| Brazilië                       | 10   | 1  | 1  | 8  | 5   | 20  | –15  |
| Bulgarije                      | 12   | 7  | 1  | 4  | 8   | 8   | 0    |
| Canada                         | 3    | 2  | 0  | 1  | 4   | 2   | +2   |
| Chili                          | 1    | 0  | 0  | 1  | 0   | 2   | –2   |
| China                          | 1    | 1  | 0  | 0  | 6   | 0   | +6   |
| Costa Rica                     | 2    | 1  | 0  | 1  | 1   | 1   | 0    |
| Cyprus                         | 7    | 5  | 0  | 2  | 10  | 6   | +4   |
| Denemarken                     | 14   | 4  | 0  | 10 | 10  | 24  | -14  |
| Duitse Democratische Republiek | 4    | 1  | 0  | 3  | 7   | 8   | –1   |
| Duitsland                      | 17   | 2  | 6  | 9  | 10  | 26  | –16  |
| Engeland                       | 104  | 14 | 21 | 69 | 91  | 253 | –162 |
| Estland                        | 6    | 4  | 2  | 0  | 5   | 1   | +4   |
| Faeröer                        | 2    | 2  | 0  | 0  | 9   | 0   | +9   |
| Finland                        | 18   | 8  | 6  | 4  | 25  | 14  | +11  |
| Frankrijk                      | 6    | 1  | 1  | 4  | 4   | 14  | –10  |
| Georgië                        | 5    | 1  | 1  | 3  | 3   | 9   | –6   |
| Gibraltar                      | 1    | 1  | 0  | 0  | 4   | 0   | +4   |
| Griekenland                    | 2    | 1  | 0  | 1  | 4   | 3   | +1   |
| Hongarije                      | 14   | 7  | 2  | 5  | 19  | 16  | +3   |
| Ierland                        | 23   | 11 | 6  | 6  | 25  | 19  | +6   |
| IJsland                        | 7    | 5  | 1  | 1  | 13  | 5   | +8   |
| Iran                           | 2    | 1  | 0  | 1  | 1   | 2   | -1   |
| Israël                         | 6    | 3  | 3  | 0  | 10  | 3   | +7   |
| Italië                         | 11   | 2  | 0  | 9  | 5   | 25  | –20  |
| Jamaica                        | 1    | 0  | 1  | 0  | 0   | 0   | 0    |
| Japan                          | 1    | 1  | 0  | 0  | 1   | 0   | +1   |
| Joegoslavië                    | 7    | 0  | 3  | 4  | 9   | 19  | –10  |
| Koeweit                        | 2    | 0  | 2  | 0  | 0   | 0   | 0    |
| Kroatië                        | 8    | 1  | 3  | 4  | 7   | 12  | –5   |
| Letland                        | 3    | 3  | 0  | 0  | 5   | 0   | +5   |
| Liechtenstein                  | 3    | 3  | 0  | 0  | 8   | 0   | +8   |
| Luxemburg                      | 6    | 6  | 0  | 0  | 17  | 2   | +15  |
| Macedonië                      | 2    | 1  | 0  | 1  | 2   | 2   | 0    |
| Malta                          | 4    | 4  | 0  | 0  | 15  | 2   | +13  |
| Mexico                         | 6    | 2  | 2  | 2  | 4   | 5   | –1   |
| Moldavië                       | 4    | 3  | 0  | 1  | 9   | 3   | +6   |
| Montenegro                     | 3    | 1  | 0  | 2  | 3   | 4   | –1   |
| Nederland                      | 10   | 0  | 0  | 10 | 7   | 29  | –22  |
| Nieuw-Zeeland                  | 1    | 0  | 1  | 0  | 2   | 2   | 0    |
| Noord-Ierland                  | 96   | 45 | 24 | 27 | 191 | 132 | +57  |
| Noorwegen                      | 11   | 3  | 4  | 4  | 15  | 14  | +1   |
| Oekraïne                       | 4    | 1  | 2  | 1  | 3   | 3   | 0    |
| Oostenrijk                     | 11   | 4  | 2  | 5  | 11  | 14  | –3   |
| Panama                         | 1    | 0  | 1  | 0  | 1   | 1   | 0    |
| Paraguay                       | 1    | 0  | 1  | 0  | 0   | 0   | 0    |
| Polen                          | 10   | 1  | 2  | 7  | 6   | 13  | –7   |
| Portugal                       | 4    | 1  | 0  | 3  | 4   | 9   | –5   |
| Qatar                          | 1    | 1  | 0  | 0  | 1   | 0   | +1   |
| Roemenië                       | 5    | 1  | 1  | 3  | 7   | 9   | –2   |
| Rusland                        | 5    | 1  | 1  | 3  | 5   | 6   | -1   |
| San Marino                     | 4    | 4  | 0  | 0  | 16  | 1   | +15  |
| Saoedi-Arabië                  | 1    | 1  | 0  | 0  | 2   | 1   | +1   |
| Schotland                      | 107  | 23 | 23 | 61 | 124 | 243 | –119 |
| Servië                         | 4    | 0  | 2  | 2  | 3   | 11  | –8   |
| Servië en Montenegro           | 2    | 0  | 0  | 2  | 2   | 4   | –2   |
| Slovenië                       | 1    | 0  | 1  | 0  | 0   | 0   | 0    |
| Slowakije                      | 5    | 4  | 2  | 1  | 12  | 10  | +2   |
| Sovjet-Unie                    | 5    | 1  | 2  | 2  | 3   | 6   | –3   |
| Spanje                         | 7    | 1  | 2  | 4  | 8   | 15  | –7   |
| Trinidad en Tobago             | 2    | 2  | 0  | 0  | 3   | 1   | +2   |
| Tsjechië                       | 8    | 2  | 5  | 1  | 8   | 7   | +1   |
| Tsjecho-Slowakije              | 12   | 3  | 3  | 6  | 10  | 15  | –5   |
| Tunesië                        | 1    | 0  | 0  | 1  | 0   | 4   | –4   |
| Turkije                        | 10   | 5  | 2  | 3  | 15  | 10  | +5   |
| Uruguay                        | 2    | 0  | 1  | 1  | 0   | 1   | -1   |
| Verenigde Staten               | 4    | 0  | 3  | 1  | 1   | 3   | –2   |
| Wit-Rusland                    | 10   | 9  | 0  | 1  | 25  | 11  | +14  |
| Zuid-Korea                     | 1    | 0  | 1  | 0  | 0   | 0   | 0    |
| Zweden                         | 7    | 0  | 1  | 6  | 3   | 16  | –13  |
| Zwitserland                    | 9    | 2  | 2  | 5  | 8   | 18  | –10  |

## Selecties

### Europees kampioenschap
| Doel        |                    |    |    |                              |
| 1           | Wayne Hennessey    | 62 | 0  | Crystal Palace               |
| 12          | Owain Fôn Williams | 1  | 0  | Inverness Caledonian Thistle |
| 21          | Danny Ward         | 4  | 0  | Liverpool                    |
| Verdediging |                    |    |    |                              |
| 2           | Chris Gunter       | 73 | 0  | Reading                      |
| 3           | Neil Taylor        | 34 | 1  | Swansea City                 |
| 4           | Ben Davies         | 25 | 0  | Tottenham Hotspur            |
| 5           | James Chester      | 17 | 0  | West Bromwich Albion         |
| 6           | Ashley Williams    | 65 | 2  | Swansea City                 |
| 15          | Jazz Richards      | 10 | 0  | Fulham                       |
| 19          | James Collins      | 49 | 3  | West Ham United              |
| Middenveld  |                    |    |    |                              |
| 7           | Joe Allen          | 31 | 0  | Liverpool                    |
| 8           | Andy King          | 36 | 2  | Leicester City               |
| 10          | Aaron Ramsey       | 44 | 11 | Arsenal                      |
| 14          | David Edwards      | 35 | 3  | Wolverhampton Wanderers      |
| 16          | Joe Ledley         | 67 | 4  | Crystal Palace               |
| 17          | David Cotterill    | 23 | 2  | Birmingham City              |
| 20          | Jonathan Williams  | 16 | 0  | Milton Keynes Dons           |
| 22          | David Vaughan      | 42 | 1  | Nottingham Forest            |
| Aanval      |                    |    |    |                              |
| 9           | Hal Robson-Kanu    | 35 | 4  | Reading                      |
| 11          | Gareth Bale        | 61 | 22 | Real Madrid                  |
| 13          | George Williams    | 7  | 0  | Gillingham                   |
| 18          | Sam Vokes          | 44 | 7  | Burnley                      |
| 23          | Simon Church       | 38 | 3  | Roda JC                      |

FAW · A-internationals · Bondscoaches · Statistieken · Welsh vrouwenelftal · Brits olympisch elftal · Wales U21 · Wales U20 · Wales U19 · Wales U18 · Wales U17 · Wales U16
1876 – 1899 ·
1900 – 1919 ·
1920 – 1929 ·
1930 – 1939 ·
1940 – 1949 ·
1950 – 1959 ·
1960 – 1969 ·
1970 – 1979 ·
1980 – 1989 ·
1990 – 1999 ·
2000 – 2009 ·
2010 – 2019 ·
2020 − 2029
EK 2016 · 
EK 2020
WK 1958
1876 · 
1877 · 
1878 · 
1879 · 
1880 · 
1881 · 
1882 · 
1883 · 
1884 · 
1885 · 
1886 · 
1887 · 
1888 · 
1889 · 
1890 · 
1891 · 
1892 · 
1893 · 
1894 · 
1895 · 
1896 · 
1897 · 
1898 · 
1899 · 
1900 · 
1901 · 
1902 · 
1903 · 
1904 · 
1905 · 
1906 · 
1907 · 
1908 · 
1909 · 
1910 · 
1911 · 
1912 · 
1913 · 
1914 · 
1915 · 1916 · 1917 · 1918 · 1919 · 
1920 · 
1921 · 
1922 · 
1923 · 
1924 · 
1925 · 
1926 · 
1927 · 
1928 · 
1929 · 
1930 · 
1931 · 
1932 · 
1933 · 
1934 · 
1935 · 
1936 · 
1937 · 
1938 · 
1939 · 
1940 · 1941 · 1942 · 1943 · 1944 · 1945 · 
1946 · 
1947 · 
1948 · 
1949 · 
1950 · 
1952 · 
1952 · 
1953 · 
1954 · 
1955 · 
1956 · 
1957 · 
1958 · 
1959 · 
1960 · 
1961 · 
1962 · 
1963 · 
1964 · 
1965 · 
1966 · 
1967 · 
1968 · 
1969 · 
1970 · 
1971 · 
1972 · 
1973 · 
1974 · 
1975 · 
1976 · 
1977 · 
1978 · 
1979 · 
1980 · 
1981 · 
1982 · 
1983 · 
1984 · 
1985 · 
1986 · 
1987 · 
1988 · 
1989 · 
1990 · 
1991 · 
1992 · 
1993 · 
1994 · 
1995 · 
1996 · 
1997 · 
1998 · 
1999 · 
2000 · 
2001 · 
2002 · 
2003 · 
2004 · 
2005 · 
2006 · 
2007 · 
2008 · 
2009 · 
2010 · 
2011 · 
2012 · 
2013 · 
2014 · 
2015 · 
2016 · 
2017 ·
2018 ·
2019 ·
2020 ·
2021 ·
2022 ·
2023
Albanië ·
Andorra ·
Argentinië ·
Armenië ·
Australië ·
Azerbeidzjan ·
België ·
Bosnië en Herzegovina ·
Brazilië ·
Bulgarije ·
Canada ·
Chili ·
China ·
Costa Rica ·
Cyprus ·
DDR ·
Denemarken ·
Duitsland ·
Engeland ·
Estland ·
Faeröer ·
Finland ·
Frankrijk ·
Georgië ·
Gibraltar ·
Griekenland ·
Hongarije ·
Ierland ·
IJsland ·
Iran ·
Israël ·
Italië ·
Jamaica ·
Japan ·
Joegoslavië ·
Kazachstan ·
Koeweit ·
Kroatië ·
Letland ·
Liechtenstein ·
Luxemburg ·
Malta ·
Mexico ·
Moldavië ·
Montenegro ·
Nederland ·
Nieuw-Zeeland ·
Noord-Ierland ·
Noord-Macedonië ·
Noorwegen ·
Oekraïne ·
Oostenrijk ·
Panama ·
Paraguay ·
Polen ·
Portugal · 
Qatar ·
Roemenië ·
Rusland ·
San Marino ·
Saoedi-Arabië ·
Schotland ·
Servië ·
Servië en Montenegro ·
Slovenië ·
Slowakije ·
Sovjet-Unie ·
Spanje ·
Trinidad & Tobago ·
Tsjechië ·
Tsjecho-Slowakije ·
Tunesië ·
Turkije ·
Uruguay ·
Verenigde Staten ·
Wit-Rusland ·
Zuid-Korea ·
Zweden ·
Zwitserland
Engeland (2016) · 
Denemarken (2021) · 
Italië (2021) · 
Rusland (2016) ·
Slowakije (2016) · 
Turkije (2021) · 
Zwitserland (2021)
 Albanië ·  Andorra ·  Armenië ·  Azerbeidzjan ·  België ·  Bosnië en Herzegovina ·  Bulgarije ·  Cyprus ·  Denemarken ·  Duitsland ·  Engeland ·  Estland ·  Faeröer ·  Finland ·  Frankrijk ·  Georgië ·  Gibraltar ·  Griekenland ·  Hongarije ·  Ierland ·  IJsland ·  Israël ·  Italië ·  Kazachstan ·  Kosovo ·  Kroatië ·  Letland ·  Liechtenstein ·  Litouwen ·  Luxemburg ·  Malta ·  Moldavië ·  Montenegro ·  Nederland ·  Noord-Ierland ·  Noord-Macedonië ·  Noorwegen ·  Oekraïne ·  Oostenrijk ·  Polen ·  Portugal ·  Roemenië ·  Rusland ·  San Marino ·  Schotland ·  Servië ·  Slovenië ·  Slowakije ·  Spanje ·  Tsjechië ·  Turkije ·  Wales ·  Wit-Rusland ·  Zweden ·  Zwitserland
 Bohemen ·  Bohemen en Moravië ·  Duitse Democratische Republiek ·  Ierland ·  Joegoslavië ·  Servië en Montenegro ·  Tsjecho-Slowakije ·  GOS ·  Saarland ·  Sovjet-Unie